# Burkův vrch
Burkův vrch (słow. Burkov vrch, 1032 m n.p.m.) – szczyt w Beskidzie Morawsko-Śląskim w paśmie Połomów na granicy pomiędzy Czechami a Słowacją, ok. 3,5 km na południe od Łomnej Górnej. Przez szczyt przebiega również główny wododział karpacki pomiędzy zlewiskami Odry i Dunaju. Bezwidokowy szczyt zalesiony jest przez świerk.